# Блерс (Вірджинія)
Блерс (англ. Blairs) — переписна місцевість (CDP) в США, в окрузі Піттсильванія штату Вірджинія. Населення — 841 особа (2020).

## Географія
Блерс розташований за координатами 36°41′57″ пн. ш. 79°22′44″ зх. д. / 36.69917° пн. ш. 79.37889° зх. д. (36.699268, -79.378910).  За даними Бюро перепису населення США в 2010 році переписна місцевість мала площу 9,12 км², з яких 9,00 км² — суходіл та 0,12 км² — водойми.

## Демографія
Згідно з переписом 2010 року, у переписній місцевості мешкало 916 осіб у 378 домогосподарствах у складі 273 родин. Густота населення становила 100 осіб/км².  Було 413 помешкання (45/км²).
Расовий склад населення:
| - 70,6 % — білих - 26,2 % — чорних або афроамериканців - 0,3 % — азіатів - 1,4 % — осіб інших рас |

До двох чи більше рас належало 1,4 %. Частка іспаномовних становила 2,9 % від усіх жителів.
За віковим діапазоном населення розподілялося таким чином: 23,7 % — особи молодші 18 років, 60,3 % — особи у віці 18—64 років, 16,0 % — особи у віці 65 років та старші. Медіана віку мешканця становила 42,8 року. На 100 осіб жіночої статі у переписній місцевості припадало 90,8 чоловіків;  на 100 жінок у віці від 18 років та старших — 89,9 чоловіків також старших 18 років.
Середній дохід на одне домашнє господарство  становив 53 508 доларів США (медіана — 54 464), а середній дохід на одну сім'ю — 59 610 доларів (медіана — 58 828). За межею бідності перебувало 9,4 % осіб, у тому числі 16,3 % дітей у віці до 18 років та 7,7 % осіб у віці 65 років та старших.
Цивільне працевлаштоване населення становило 414 особи. Основні галузі зайнятості: освіта, охорона здоров'я та соціальна допомога — 21,0 %, роздрібна торгівля — 18,6 %, будівництво — 14,7 %, мистецтво, розваги та відпочинок — 12,8 %.